# Studia Włocławskie
Studia Włocławskie – teologiczne czasopismo naukowe będące rocznikiem wydawanym przez Teologiczne Towarzystwo Naukowe Wyższego Seminarium Duchownego we Włocławku. Pierwszy numer czasopisma ukazał się w 1998 r. Redaktorem naczelnym pisma jest ks. dr hab. Lech Król. 

## Punktacja czasopisma
W wykazie czasopism naukowych Ministerstwa Edukacji i Nauki z 9 lutego 2021 r. rocznik uzyskał 20 punktów.